# Prunus myrtifolia
Prunus myrtifolia — вид квіткових рослин із підродини мигдалевих (Amygdaloideae).

## Біоморфологічна характеристика

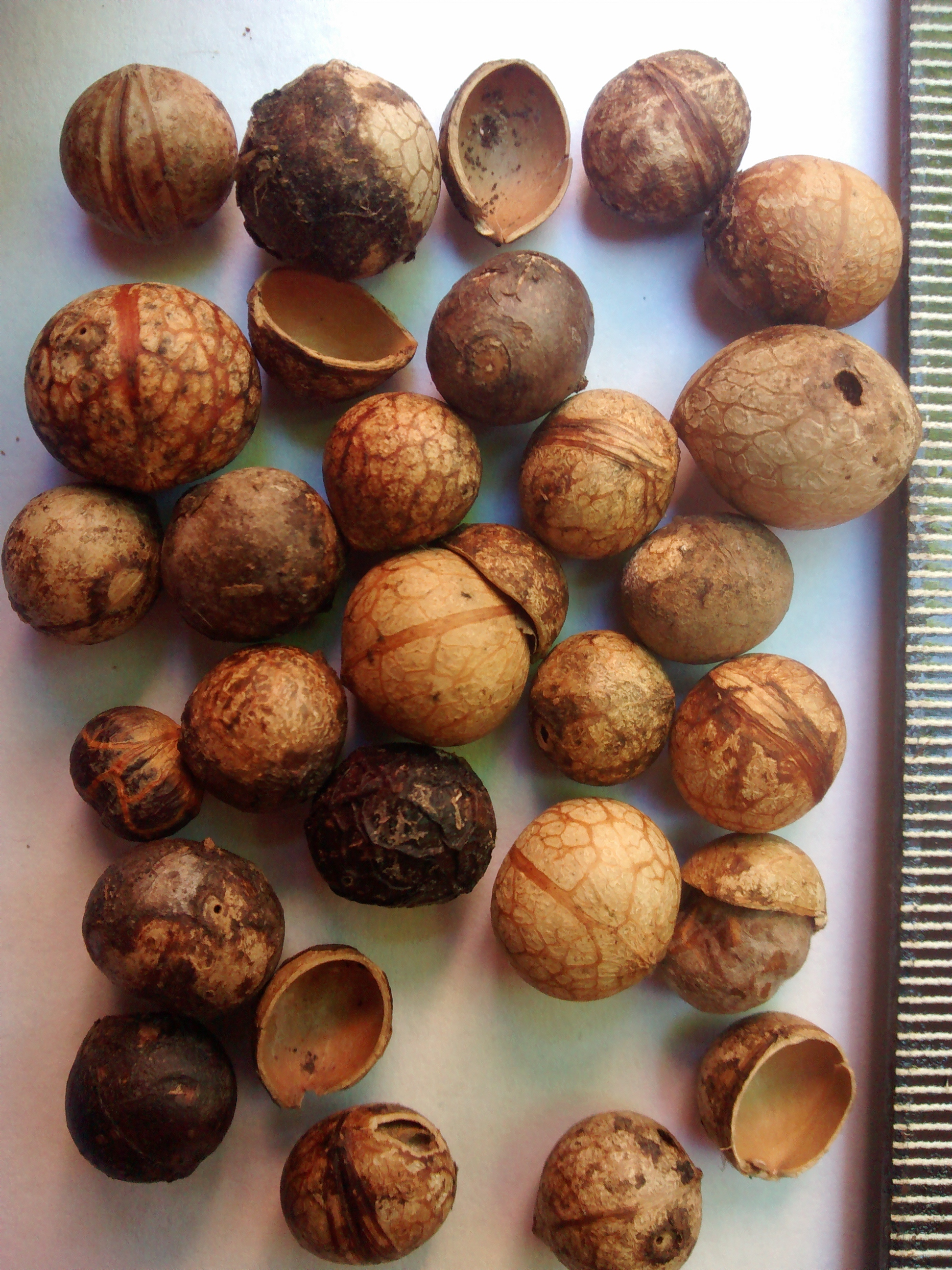
Насіння

Це дерево, 60–120 дм, без шипів. Гілочки голі. Листки стійкі; ніжка 8–16 мм, гола; пластина від еліптичної до широко-еліптичної форми, 4–10 × 2–4.5(6.5) см, краї хвилясті, цільні, верхівка від гострої до загостреної, поверхні голі. Суцвіття — 12–30-квіткові, китицюваті. Квіти розпускаються до появи листя; гіпантій чашоподібний, 1.5–2.5 мм, зовні голий; чашолистки розпростерті, напівкруглі, 0.5–0.8 мм, краї зазвичай цілі, іноді із залозистим зубцем, поверхні голі; пелюстки білі, від обернено-яйцеподібних до майже округлих, 1.5 мм. Кістянки пурпурно-чорні, кулясті або ± яйцеподібні, 8–12 мм, голі; мезокарпій шкірястий; кісточки майже округлі, не сплощені. Цвітіння: листопад–січень; плодоношення: березень–червень.

## Поширення, екологія
Поширений в Америці: Багамські Острови, Бразилія, Куба, Домініканська Республіка, Флорида (США), Гватемала, Гаїті, Ямайка, Мексика, Пуерто-Рико, Тринідад і Тобаго, Венесуела.